# Cimanes de la Vega
Cimanes de la Vega és un poble de la província de Lleó, distant 14 km de Benavent, direcció cap a Lleó. Vila més que poble, té una població d'aproximadament 700 persones censades, encara que la majoria dels habitants hi viuen fora. L'activitat principal i font d'ingressos és la ramaderia i l'agricultura. A una distància de 2 km ens trobem l'ermita de la Verge del Camí, típica d'època romànica. La vega és rica i banyada pel riu Esla.